# Karl-Heinz Schmitz (Architekt)
Karl-Heinz Schmitz (* 1949 in Bad Godesberg) ist ein deutscher Architekt und emeritierter Universitätsprofessor.

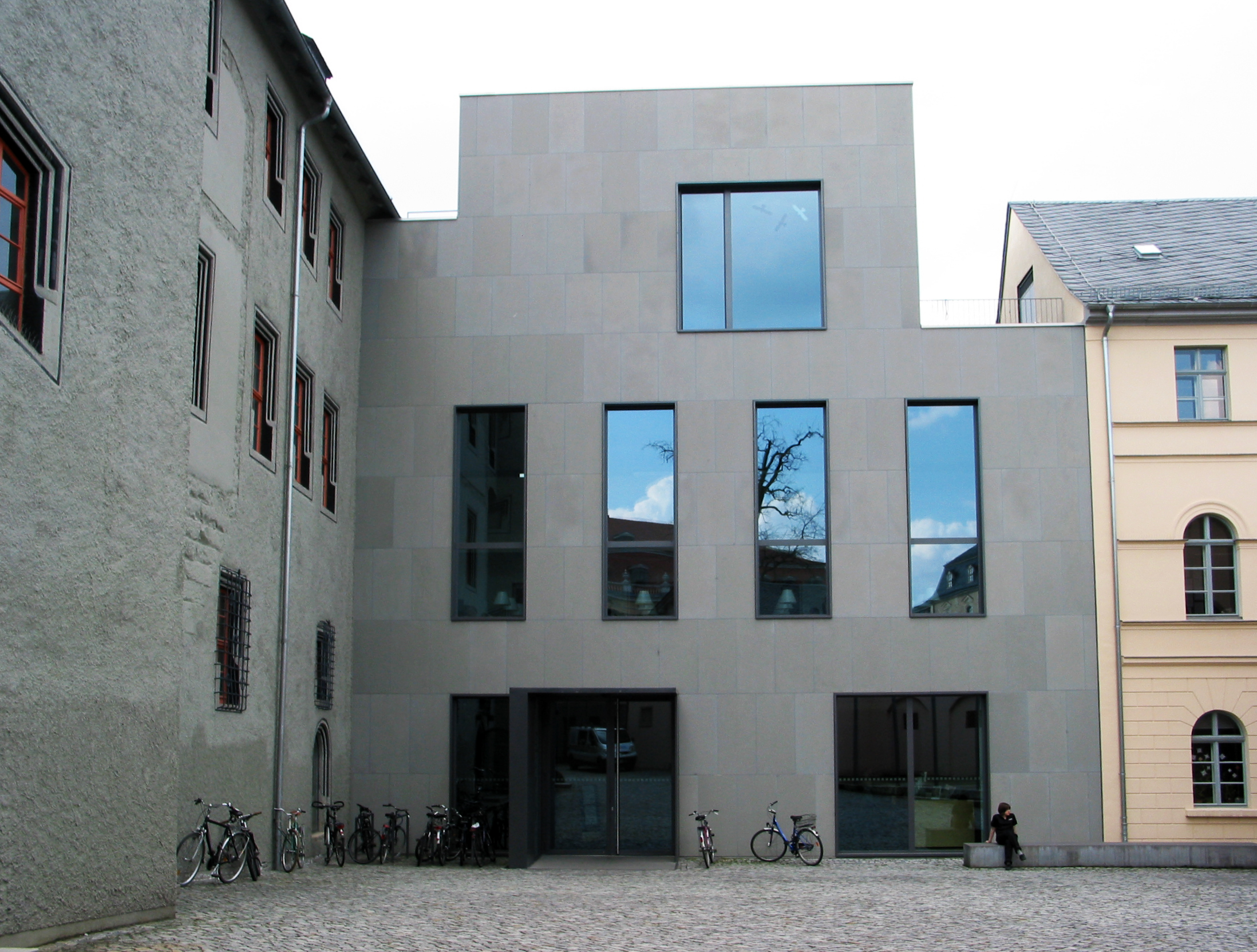
Studienzentrum der Herzogin-Anna-Amalia-Bibliothek, Weimar

## Werdegang
Karl-Heinz Schmitz wuchs in Kapstadt auf und studierte Architektur von 1970 bis 1978 an der Universität Kapstadt in Südafrika. Zwischen 1985 und 1988 studierte er an der Technischen Universität Karlsruhe. Nach dem Studium war er 1980 für die Architekten- und Künstlergruppe Haus-Rucker-Co in Düsseldorf tätig. In den Jahren von 1981 bis 1986 arbeitete Schmitz bei Oswald Mathias Ungers in Köln und Karlsruhe. Von 1987 bis 1993 arbeitete er im Diözesanbauamt Eichstätt unter Leitung von Karljosef Schattner.
Der international tätige Architekturfotograf Klaus Kinold fotografierte Bauwerke von Schmitz.

### Lehrtätigkeit
Schmitz wurde 1993 als Professor für Entwerfen und Gebäudelehre an die Bauhaus-Universität Weimar berufen.

## Bauten

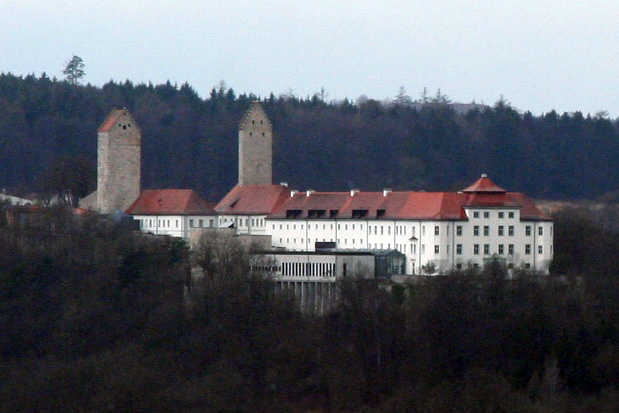
Erweiterung des Schloss Hirschberg, Beilngries (unten erkennbar)

Eine Auswahl von Schmitz Bauten wurden von Architekturfotografen Peter Bonfig fotografisch dokumentiert.

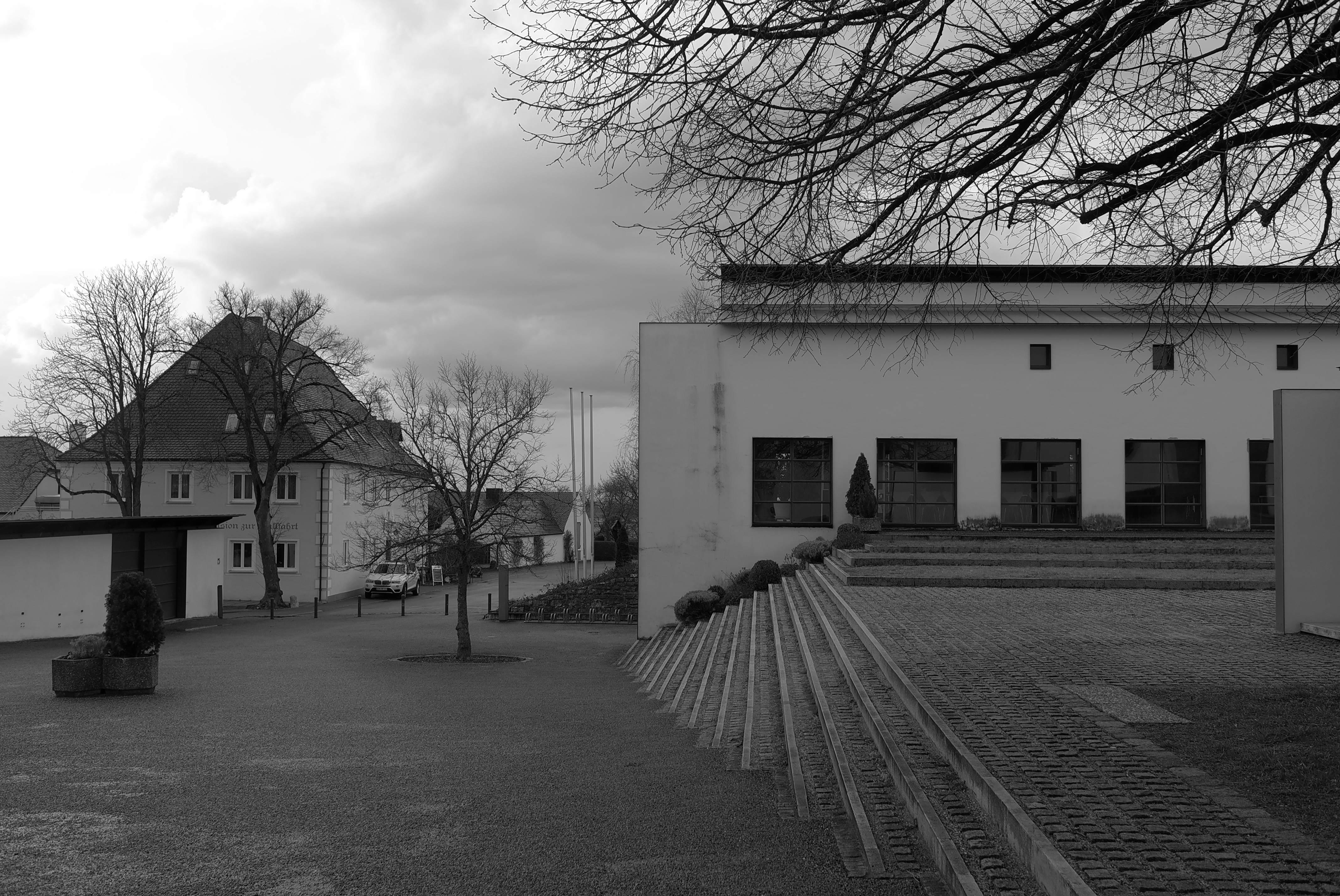
Pilgerheim des Maria Brünnlein, Wemding

- 1987–1992: Erweiterung des Schloss Hirschberg, Beilngries mit Karljosef Schattner und Lichtplaner Walter Bamberger
- 1993: Umbau und Erweiterung eines Buchladens – Ostenstraße 2, Eichstätt
- 1994–1996: Pilgerheim des Maria Brünnlein, Wemding
- 1996–1998: Studentenwohnanlage, Weimar
- 1999: Umbau einer Remise, Weimar
- 2000–2001: Wohnhaus Schmitz, Siedlung Neues Bauen am Horn von Adolf Krischanitz, Luigi Snozzi und Diener Diener
- 2001–2005: Studienzentrum der Herzogin-Anna-Amalia-Bibliothek, Weimar mit Hilde Barz-Malfatti und Pichler Ingenieure[3]

## Ehrungen und Preise
- 2006: Thüringer Staatspreis für Architektur und Städtebau

Folgendes Bauwerk ist ein Baudenkmal und ist im Bayerischen Landesamt für Denkmalpflege eingetragen:
- Erweiterung des Schloss Hirschberg ist Baudenkmal von Beilngries[4]

## Ehemalige Mitarbeiter
- Albert Dischinger

## Interviews
- 2019: Prof. em. Karl-Heinz Schmitz über die Bibliothek - Eine Ideengeschichte des architektonischen Raums, Interview mit Reinhard Laube

## Vorträge
- 2017–2018: Eine Geschichte des Museums, Technische Universität Wien[5]
- 2019: Bibliothek – Eine Ideengeschichte des architektonischen Raums, Studienzentrum der Herzogin Anna Amalia[6]

## Ausstellungen
- 2017: Karl-Heinz Schmitz. Architekt & Lehrer, Bauhaus-Universität Weimar[7]

## Bücher
Für die Festschrift zum 80. Geburtstag von Karljosef Schattner lud Karl-Heinz Schmitz hochkarätige Architekten, Architekturkritiker, Künstler, Freunde und Fotografen von Schattner, wie Gustav Peichl, Ulrich Conrads, Blasius Gerg, Max Bächer, Luigi Snozzi, Günter Behnisch, Jacques Blumer, Dolf Schnebli, Burkhard Grashorn, Wolfgang Pehnt, Wolfgang Jean Stock, Klaus Kinold, Manfred Sack, Heinz Hilmer, Arno Lederer, Ingeborg Flagge, Oswald Mathias Ungers, Vittorio Lampugnani, Josef Fiedler, Alexander Freiherr von Branca, Richard Murphy, Gesine Weinmiller, Patrick Gmür, Wilhelm Kücker, Wilhelm Huber, Jörg Homeier und Norbert Diezinger ein, um einen Beitrag in diesem Buch zu schreiben.
- als Herausgeber: Karljosef Schattner. Architekt in Eichstätt. Festschrift zum 80. Geburtstag. Bauhaus-Universität Weimar, Weimar 2004